# يوخنوف
يوخنوف (بالروسية: Юхнов) هي إحدى مدن روسيا في الكيان الفدرالي الروسي كالوغا أوبلاست.

## أعلام
- دميتري فادييف